# Katalonac (predstava)
Katalonac kultna je predstava Teatra &TD i Umjetničke organizacije Rupert u režiji Ivana Penovića.

## Povijest
Predstava je premijerno izvedena 14. lipnja 2018. godine u Teatru &TD te je od početka imala uspjeha i kod publike i kod kritike. Kroz buduće sezone premetnula se u jednu od najposjećenijih kazališnih predstava i stekla kultni status pretežito kod mlađe kazališne publike. Kazališni kritičar Tomislav Čadež zapisao je u Jutarnjem listu: "Katalonac“ jest duhovita i autentična predstava, plod promišljena rada, glumački je točna, mladenački lucidna, osviještenog ritma i ne preduga, premda traje dva sata. Penovićev teatar uvrnuto je televizičan (Comedy in Theory), kombinira suvremeni stand up i klasičnu, beckettovsku sumnju u mogućnost komunikacije, post-dramski i epski teatar, glumu i glumu-o-glumi, poziciju i meta-poziciju, a teče glatko i vazda te nečim svježim mami."
14. lipnja 2023. godine predstava je svečano proslavila svoj peti rođendan. U tom razdoblju odigrana je pedesetak puta. 

## Autorski tim
Igraju:

Matija Čigir

Bernard Tomić

Karlo Mrkša

Pavle Vrkljan

Domagoj Janković

Filip Triplat

Redatelj, autor teksta: Ivan Penović

Dramaturška savjetnica: Franka Perković

Scenograf: Filip Triplat

Dizajn svjetla: Elvis Butković

Producent: Danijel Popović

## Nagrada
- 2019. Posebna nagrada za specijalno postignuće (Dani satire Fadila Hadžića) za kazališnu hrabrost, autentičnost i kreativnu slobodu.